# Doctora Cha
Doctora Cha (en hangul, 닥터 차정숙; romanización revisada del coreano: Dakteo Cha Jeongsuk) es una serie de televisión surcoreana dirigida por Kim Dae-jin y Kim Jung-wook, y protagonizada por Uhm Jung-hwa, Kim Byung-cheol, Myung Se-bin y Min Woo-hyuk. Se emitió por el canal jTBC desde el 15 de abril hasta el 4 de junio de 2023, en horario de sábados y domingos a las 22:30 (hora local coreana). También está disponible en la plataforma Netflix para algunas regiones del mundo.

## Sinopsis
Cha Jung-sook fue en su juventud médico residente por un año, pero renunció a su carrera y se dedicó a su familia en los veinte años sucesivos. A pesar de su compromiso con la familia, un día se entera de que su marido In-ho no ha sido leal con ella. Además, sufre una hepatitis aguda que trae como consecuencia la necesidad de un trasplante de hígado inmediato. Después de esta doble prueba, Jung-sook decide volver al hospital donde In-ho es cirujano jefe y donde también trabaja el hijo de ambos y retomar así la carrera médica.

## Reparto

### Principal
- Uhm Jung-hwa como Cha Jung-sook, un ama de casa que después de veinte años, y a consecuencia de una crisis inesperada, decide regresar a su carrera médica.[4][5][6]
  - Park Joo-won como Jung-sook de joven.[7]
- Kim Byung-chul como Seo In-ho, el marido perfeccionista de Jung-sook, cirujano jefe en el hospital universitario de Gusan, que guarda un secreto en su vida.[4]
- Myung Se-bin como Choi Seung-hee, el primer amor de In-ho, profesora de medicina de familia.[4][8][9]
- Min Woo-hyuk como Roy Kim, un cirujano carismático y de espíritu libre que empieza a prestar atención a Jung-sook.[4][10]

### Secundario
- Song Ji-ho como Seo Jung-min, el hijo de Jung-sook e In-ho, que es residente de cirugía de primer año.[11][12]
- Cho A-ram como Jeon So-ra, la novia de Jung-min, residente de cirugía de tercer año.[13][14]
- Baek Joo-hee como Baek Mi-hee, amiga de Jung-sook, dermatóloga.
- Park Joon-geum como Kwak Ae-shim, la madre de In-ho y suegra de Jung-sook.[15][16]
- Kim Mi-kyung como Oh Deok-rye, la madre de Jung-sook, que trabaja como cuidadora en un hospital geriátrico.[15]
- Lee Seo-yeon como Seo Yi-rang, la hija de Jung-sook e In-ho.
- So A-rin como Choi Eun-seo, la hija de Seung-hee, amiga de Yi-rang.
- Park Chul-min como Yoon Tae-shik, el jefe de cirugía.[17]
- Kim Byung-choon como Im Jong-kwon, el jefe del departamento de medicina de familia.
- Im Hyun-soo como Lee Do-kyum, residente de primer año en medicina de familia.[18]
- Kim Ye-eun como Min Chae-yoon, en prácticas en el departamento de medicina de familia.[19][20]
- Cho Eun-yoo como Hwang Mi-ra, cirujana en el hospital universitario de Gusan.[21]
- Song Young-ah como Park Ji-yeon, jefa de residentes de tercer año en el departamento de medicina de familia.[22]
- Moon Ye-jin.[23]
- Song Young-chang como el presidente Oh Chang-kyoo, un paciente adinerado que, después de recuperarse, hace una donación al hospital. Es también un valedor de Jung-sook.[24]
- Sung Byung-sook como Jang Hae-nam, una paciente que fue encarcelada por matar a su marido.[25]
- Kim Hyun-mok como Hwang Sun-kyoo, un paciente con la enfermedad de Crohn (ep. 7).[26]
- Seo Yoon-ji como Seo-yeon, la esposa de Sun-kyoo (ep. 7).[26]
- Yoon Ga-i como una chica de secundaria.[27]

### Apariciones especiales
- Kang Ji-young como Yoo Ji-sun, una madre soltera (ep. 6).[28][29]
- Choi Eun-kyung como una chamana.[30]

## Producción
A principios de enero de 2022 se anunció el nombre de los dos protagonistas Uhm Jung-hwa y Kim Byeong-cheol.
La puesta en antena de Doctora Cha estaba prevista para octubre de 2022, según se anunció en agosto del mismo año. Sin embargo, a mediados de septiembre estaba aún en fase de rodaje, y en noviembre jTBC la incluyó en la programación de 2023.
La serie se presentó en rueda de prensa en el Josun Palace Hotel de Gangnam, Seúl, el 13 de abril de 2023. Al día siguiente se publicó el cartel principal con la pareja de protagonistas.

## Banda sonora original
| Parte | Fecha de publicación                                                            | Título                                                                          | Letra                                                                           | Música                                                                          | Artista                                                                         | Dur.                                                                            | Ref.                                                                            |
| ----- | ------------------------------------------------------------------------------- | ------------------------------------------------------------------------------- | ------------------------------------------------------------------------------- | ------------------------------------------------------------------------------- | ------------------------------------------------------------------------------- | ------------------------------------------------------------------------------- | ------------------------------------------------------------------------------- |
| 1     | 15 de abril de 2023                                                             | 홀로 («Solo»)                                                                   | Song Yang-ha, Kim Jae-hyeon, Gong Hye-won                                       | Song Yang-ha, Kim Jae-hyeon, Gong Hye-won                                       | Rothy                                                                           | 5:40                                                                            | [ 36 ] [ 37 ]                                                                   |
| 2     | 22 de abril de 2023                                                             | «Shine Like a Star»                                                             | Song Yang-ha, Kim Jae-hyeon, Lee Jo-ah                                          | Song Yang-ha, Kim Jae-hyeon, Lee Jo-ah                                          | Sondia                                                                          | 2:42                                                                            | [ 38 ]                                                                          |
| 3     | 29 de abril de 2023                                                             | 숨 («Aliento»)                                                                  | Ha Hyung-eon, Susan, Jeon Jong-hyuk                                             | Ha Hyung-eon, Susan                                                             | Jung Seung-hwan                                                                 | 3:41                                                                            | [ 39 ]                                                                          |
| 4     | 13 de mayo de 2023                                                              | 이 밤이 지나면 («Después de esta noche»)                                        | Kim Soo-bin, Noh Young-won                                                      | Kim Chang-rak, Kim Soo-bin, Noh Young-won                                       | Park Min-hye (Big Mama)                                                         | 4:16                                                                            | [ 40 ]                                                                          |
| 5     | 20 de mayo de 2023                                                              | 나를 위한 하루(«Un día para mí»)                                                | Jeon Jong-hyuk, Heo Seok                                                        | Jeon Jong-hyuk, Heo Seok                                                        | Ahn Shinae                                                                      | 4:56                                                                            | [ 41 ]                                                                          |
| Notas | Todas las canciones de la banda sonora tienen también una versión instrumental. | Todas las canciones de la banda sonora tienen también una versión instrumental. | Todas las canciones de la banda sonora tienen también una versión instrumental. | Todas las canciones de la banda sonora tienen también una versión instrumental. | Todas las canciones de la banda sonora tienen también una versión instrumental. | Todas las canciones de la banda sonora tienen también una versión instrumental. | Todas las canciones de la banda sonora tienen también una versión instrumental. |

## Audiencia
La serie tuvo un buen comienzo, obteniendo un índice de audiencia del 4,9 % en su episodio de estreno, que subió al 7,78 % con el segundo, con picos del 10,4 % por minuto según Nielsen Korea. En realidad, no había sido una serie muy esperada, pues no había tenido grandes costos de producción ni contaba con grandes estrellas a excepción de la protagonista. Sin embargo, fue creciendo hasta el 13 % en el sexto episodio, el 16 % en el octavo y el 18 % en el duodécimo. Terminó con un 18,5 %, con lo que resultó un éxito inesperado. Por lo que concierne a su difusión internacional, en la lista de las producciones (incluidas las de habla inglesa) más vistas en Netflix entre enero y junio de 2023, publicada en diciembre de ese año, la serie resultó en trigésimo primera posición, con casi 195 millones de horas de visualización en todo el mundo, tercera posición si se consideran solo las series surcoreanas.
| Temporada | Temporada | Episodio número | Episodio número | Episodio número | Episodio número | Episodio número | Episodio número | Episodio número | Episodio número | Episodio número | Episodio número | Episodio número | Episodio número | Episodio número | Episodio número | Episodio número | Episodio número | Promedio |
| Temporada | Temporada | 1               | 2               | 3               | 4               | 5               | 6               | 7               | 8               | 9               | 10              | 11              | 12              | 13              | 14              | 15              | 16              | Promedio |
| --------- | --------- | --------------- | --------------- | --------------- | --------------- | --------------- | --------------- | --------------- | --------------- | --------------- | --------------- | --------------- | --------------- | --------------- | --------------- | --------------- | --------------- | -------- |
|           | 1         | 1.125           | 1.644           | 1.700           | 2.330           | 2.437           | 2.846           | 2.856           | 3.696           | 3.411           | 4.061           | 3.552           | 4.005           | 3.143           | 4.088           | 3.232           | 4.030           | 3.010    |

| Episodio | Fecha de emisión    | Índice de audiencia (Nielsen Korea) | Índice de audiencia (Nielsen Korea) |
| Episodio | Fecha de emisión    | Nacional                            | Seúl                                |
| --- | ------------------- | ----------------------------------- | ----------------------------------- |
| 1 | 15 de abril de 2023 | 4,937 % (1.ª)                       | 5,464 % (1.ª)                       |
| 2 | 16 de abril de 2023 | 7,78 % (1.ª)                        | 8,632 % (1.ª)                       |
| 3 | 22 de abril de 2023 | 7,814 % (1.ª)                       | 8,488 % (1.ª)                       |
| 4 | 23 de abril de 2023 | 11,205 % (1.ª)                      | 11,715 % (1.ª)                      |
| 5 | 29 de abril de 2023 | 10,856 % (1.ª)                      | 12,007 % (1.ª)                      |
| 6 | 30 de abril de 2023 | 13,203 % (1.ª)                      | 13,317 % (1.ª)                      |
| 7 | 6 de mayo de 2023   | 12,874 % (1.ª)                      | 13,019 % (1.ª)                      |
| 8 | 7 de mayo de 2023   | 16,181 % (1.ª)                      | 16,868 % (1.ª)                      |
| 9 | 13 de mayo de 2023  | 15,588 % (1.ª)                      | 15,708 % (1.ª)                      |
| 10 | 14 de mayo de 2023  | 17,958 % (1.ª)                      | 18,925 % (1.ª)                      |
| 11 | 20 de mayo de 2023  | 16,225 % (1.ª)                      | 17,059 % (1.ª)                      |
| 12 | 21 de mayo de 2023  | 18,493 % (1.ª)                      | 19,336 % (1.ª)                      |
| 13 | 27 de mayo de 2023  | 14,42 % (1.ª)                       | 14,56 % (1.ª)                       |
| 14 | 28 de mayo de 2023  | 18,168 % (1.ª)                      | 17,92 % (1.ª)                       |
| 15 | 3 de junio de 2023  | 14,676 % (1.ª)                      | 14,742 % (1.ª)                      |
| 16 | 4 de junio de 2023  | 18,546 % (1.ª)                      | 19,383 % (v)                        |
| Promedio | Promedio            | 13,683 %                            | 14,196 %                            |
| - En la tabla superior, los números azules representan las calificaciones más bajas y los números rojos representan las más altas. - Esta serie se transmite mediante televisión por cable/TV de pago, que por lo general tiene una audiencia más pequeña en comparación con la de cadenas públicas como (KBS, SBS, MBC y EBS). |                     |                                     |                                     |

## Crítica
Para Woo Da-bin (Hankook Ilbo) el motivo del éxito de la serie fue «la empatía. En la sociedad actual, las mujeres con interrupciones en su carrera están marginadas [...] El reempleo es difícil independientemente de la capacidad, y mantener un trabajo ganado con esfuerzo también es una carga que las mujeres que han tenido una interrupción en su carrera llevan solas. La historia de Cha Jung-sook dejó una profunda impresión en muchas mujeres que viven en Corea».
Park Seong-rae (Monthly People) también incide en las dificultades de las mujeres en la sociedad surcoreana que muestra Doctora Cha: «La cultura patriarcal todavía prevalece en la sociedad coreana y todavía es difícil para una mujer casada vivir por sí misma [...] Las mujeres que quieren escapar de la realidad patriarcal y encontrar su propia independencia de sus maridos también tienen derecho a decidir sobre su propia vida. Para todos aquellos que luchan por valerse por sí mismos, la existencia de Cha Jung-sook es esencial».